# Patognomònic
Patognomònic és un terme, utilitzat sovint en medicina, que significa "característica d'una malaltia determinada". Un signe patognomònic és un signe particular la presència del qual significa que una determinada malaltia està present sense cap mena de dubte. Etiquetar un signe o símptoma com a "patognomònic" representa una intensificació marcada d'un signe o símptoma "diagnòstic".
La paraula és un adjectiu d'origen grec derivat de πάθος pathos "malaltia" i γνώμων gnomon "indicador" (de γιγνώσκω gignosko "ho sé, reconec").